# マリオン・バルトリ
マリオン・バルトリ（Marion Bartoli, 1984年10月2日 - ）は、フランス・ル・ピュイ＝アン＝ヴレ出身の女子プロテニス選手。フォアハンド・ストローク、バックハンド・ストロークとも両手打ちの選手。WTAツアーでシングルス8勝、ダブルスで3勝を挙げた。2013年ウィンブルドン選手権女子シングルス優勝者。自己最高ランキングはシングルス7位、ダブルス15位。身長170cm、体重63kg。

## 来歴
医師である父親の手ほどきで6歳からテニスを始め、2000年2月にプロ入り。2001年の全米オープンジュニア女子シングルス部門でスベトラーナ・クズネツォワ（ロシア）を破って優勝した。翌2002年の全米オープンで予選3試合を勝ち上がったバルトリは、本戦1回戦でアランチャ・サンチェス・ビカリオを 6-3, 6-1 で破り、第4シードのリンゼイ・ダベンポートとの3回戦まで進出した。2004年4月、バルトリはモロッコ・カサブランカ大会の女子ダブルスでフランスの同僚選手エミリー・ロワとペアを組み、女子ツアーでダブルス初優勝を果たす。この年のバルトリは、全仏オープン1回戦とウィンブルドン3回戦で日本の杉山愛に連敗した。
マリオン・バルトリのテニス経歴は2006年に大きく開花し、1月初頭にニュージーランド・オークランド大会の決勝でベラ・ズボナレワ（ロシア）を 6-2, 6-2 で破り、女子ツアー大会のシングルス初優勝を達成した。全米オープン終了後、インドネシア・バリ島の大会で2度目のシングルス決勝に進出するが、そこではスベトラーナ・クズネツォワに敗れて準優勝になる。10月第2週の「AIGジャパン・オープン」でバルトリは第1シードに選ばれ、順当に勝ち進んだ。決勝戦の相手となった日本の中村藍子も、フォアハンド・バックハンドとも両手打ちの選手で、フォア・バックとも両手打ちの選手どうしがWTAツアー大会のシングルス決勝で対戦するのは「ツアー史上初めての出来事」であった。バルトリは中村に 2-6, 6-2, 6-2 で逆転勝ちし、ここでツアー2勝目を挙げた。11月にはカナダ・ケベックシティ大会でも優勝があり、シングルスで年間3勝を記録した。
2007年5月のチェコ・プラハ大会決勝では、バルトリは同じくフォア・バックとも両手打ちの選手である日本の森上亜希子に 1-6, 3-6 で敗れた。全仏オープンで初の4大大会4回戦に進んだ後、ウィンブルドンで快進撃を見せる。第18シードのバルトリは、4回戦でエレナ・ヤンコビッチ（セルビア）を破って波に乗り、準決勝では第1シードのジュスティーヌ・エナンに 1-6, 7-5, 6-1 の逆転勝利を収めたが、決勝で過去3度優勝経験のあるビーナス・ウィリアムズに 4-6, 1-6 で敗れて準優勝になった。
2009年は全豪オープンで初のベスト8進出があった。第16シードのバルトリは、4回戦で第1シードのエレナ・ヤンコビッチを 6-1, 6-4 で圧倒したが、続く準々決勝でベラ・ズボナレワに 3-6, 0-6 で完敗した。
2011年全仏オープンでバルトリは全仏では初めてのベスト4に進出した。準決勝で前年優勝のフランチェスカ・スキアボーネに 3-6, 3-6 で敗れ決勝進出を逃した。続くイーストボーン大会では決勝でペトラ・クビトバを 6–1, 4–6, 7–5 で破りシングルス6勝目を挙げた。ウィンブルドンでは、4回戦で2連覇中のセリーナ・ウィリアムズを 6–3, 7–6 で破り準優勝した2007年以来のベスト8進出を果たした。準々決勝ではザビーネ・リシキに 4–6, 7–6(5), 1–6 で敗れた。10月のHPオープンでは決勝でサマンサ・ストーサーに 6–3, 6–1 で勝利しシングルス7勝目を挙げた。
2012年全米オープンでは4回戦でペトラ・クビトバを 1–6, 6–2, 6–0 で破り全米では初のベスト8に進出した。準々決勝ではマリア・シャラポワに 6–3, 3–6, 4–6 で敗れた。
バルトリは女子シングルスで準優勝した2007年ウィンブルドンを最後に、女子ツアー大会のダブルスから撤退し、以後は活動をシングルスのみに絞った。
2013年のウインブルドン選手権では女子シングルス第15シードから上位シードが次々と姿を消す中、勝ち上がり、決勝に進出。決勝では4回戦で今大会優勝候補の大本命、34連勝中だった第1シードのセリーナ・ウィリアムズを破った第23シードザビーネ・リシキ（ドイツ）と対戦。セットカウント2-0（6-1, 6-4）でストレート勝ちして初のメジャータイトルを獲得した。4大大会出場47大会目で初優勝したのは、45大会目で同じくウインブルドン選手権で初優勝したヤナ・ノボトナを超えて、最遅記録となった。
しかし2013年8月14日、シンシナティ大会の2回戦でルーマニアのシモナ・ハレプに敗退後、怪我のため引退することを発表した。
2017年12月、2018年から現役復帰することを発表した。しかし2018年6月に復帰断念を発表した。

## WTAツアー決勝進出結果

### シングルス: 19回 (8勝11敗)
| 大会グレード          | 大会グレード                 |
| 2008年以前            | 2009年以後                   |
| --------------------- | ---------------------------- |
| グランドスラム (1–1)  |                              |
| WTAファイナルズ (0–0) |                              |
| ティア I (0–0)        | プレミア・マンダトリー (0-1) |
| ティア I (0–0)        | プレミア5 (0-0)              |
|                       | WTAチャンピオンズ (0–1)      |
| ティア II (0–1)       | プレミア (2–3)               |
| ティア III (2–1)      | インターナショナル (2–2)     |
| ティア IV ＆ V (1–1)  | インターナショナル (2–2)     |

| 結果   | No. | 決勝日         | 大会                 | サーフェス    | 対戦相手                     | スコア            |
| ------ | --- | -------------- | -------------------- | ------------- | ---------------------------- | ----------------- |
| 優勝   | 1.  | 2006年1月7日   | オークランド         | ハード        | ベラ・ズボナレワ             | 6–2, 6–2          |
| 準優勝 | 1.  | 2006年9月11日  | バリ                 | ハード        | スベトラーナ・クズネツォワ   | 5–7, 2–6          |
| 優勝   | 2.  | 2006年10月8日  | 東京                 | ハード        | 中村藍子                     | 2–6, 6–2, 6–2     |
| 優勝   | 3.  | 2006年11月5日  | ケベックシティ       | ハード        | オルガ・プチコワ             | 6–0, 6–0          |
| 準優勝 | 2.  | 2007年5月7日   | プラハ               | クレー        | 森上亜希子                   | 1–6, 3–6          |
| 準優勝 | 3.  | 2007年7月7日   | ウィンブルドン       | 芝            | ビーナス・ウィリアムズ       | 4–6, 1–6          |
| 準優勝 | 4.  | 2008年7月20日  | スタンフォード       | ハード        | アレクサンドラ・ウォズニアク | 5–7, 3–6          |
| 準優勝 | 5.  | 2009年1月10日  | ブリスベン           | ハード        | ビクトリア・アザレンカ       | 3–6, 1–6          |
| 優勝   | 4.  | 2009年3月8日   | モンテレイ           | ハード        | 李娜                         | 6–4, 6–3          |
| 優勝   | 5.  | 2009年8月2日   | スタンフォード       | ハード        | ビーナス・ウィリアムズ       | 6–2, 5–7, 6–4     |
| 準優勝 | 6.  | 2009年11月8日  | バリ                 | ハード (室内) | アラバン・レザイ             | 5–7, 途中棄権     |
| 準優勝 | 7.  | 2011年3月20日  | インディアンウェルズ | ハード        | キャロライン・ウォズニアッキ | 1–6, 6–2, 3–6     |
| 準優勝 | 8.  | 2011年5月21日  | ストラスブール       | クレー        | アンドレア・ペトコビッチ     | 4–6, 0–1 途中棄権 |
| 優勝   | 6.  | 2011年6月18日  | イーストボーン       | 芝            | ペトラ・クビトバ             | 6–1, 4–6, 7–5     |
| 準優勝 | 9.  | 2011年7月31日  | スタンフォード       | ハード        | セリーナ・ウィリアムズ       | 5–7, 1–6          |
| 優勝   | 7.  | 2011年10月16日 | 大阪                 | ハード        | サマンサ・ストーサー         | 6–3, 6–1          |
| 準優勝 | 10. | 2012年2月12日  | パリ                 | ハード (室内) | アンゲリク・ケルバー         | 6–7(3), 7–5, 3–6  |
| 準優勝 | 11. | 2012年7月22日  | カールスバッド       | ハード        | ドミニカ・チブルコバ         | 1–6, 5–7          |
| 優勝   | 8.  | 2013年7月6日   | ウィンブルドン       | 芝            | ザビーネ・リシキ             | 6-1, 6-4          |

### ダブルス: 7回 (3勝4敗)
| 結果   | No. | 決勝日         | 大会         | サーフェス        | パートナー                     | 対戦相手                                                        | スコア           |
| ------ | --- | -------------- | ------------ | ----------------- | ------------------------------ | --------------------------------------------------------------- | ---------------- |
| 準優勝 | 1.  | 2003年2月9日   | パリ         | カーペット (室内) | ステファニー・コーエン＝アロロ | バルバラ・シェット パティ・シュナイダー                         | 6–2, 2–6, 6–7(5) |
| 準優勝 | 2.  | 2003年10月26日 | リンツ       | ハード (室内)     | シルビア・ファリナ・エリア     | リーゼル・フーバー 杉山愛                                       | 1–6, 6–7(6)      |
| 優勝   | 1.  | 2004年4月11日  | カサブランカ | クレー            | エミリー・ロワ                 | エルス・カレンズ カタリナ・スレボトニク                         | 6–4, 6–2         |
| 準優勝 | 3.  | 2004年10月11日 | タシケント   | ハード            | マラ・サンタンジェロ           | アドリアナ・セッラ・ザネッティ アントネッラ・セッラ・ザネッティ | 6–1, 3–6, 4–6    |
| 優勝   | 2.  | 2005年2月6日   | パタヤ       | ハード            | アンナ＝レナ・グローネフェルト | マルタ・ドマホフスカ シルビア・タラヤ                           | 6–3, 6–2         |
| 優勝   | 3.  | 2006年5月14日  | プラハ       | クレー            | シャハー・ピアー               | アシュリー・ハークルロード ベサニー・マテック                   | 6–4, 6–4         |
| 準優勝 | 4.  | 2007年1月8日   | シドニー     | ハード            | メイレン・ツー                 | アンナ＝レナ・グローネフェルト メガン・ショーネシー             | 3–6, 6–3, 6–7(2) |

## 4大大会優勝
- ウィンブルドン 女子シングルス：1勝（2013年）

| 年     | 大会           | 対戦相手         | 試合結果 |
| ------ | -------------- | ---------------- | -------- |
| 2013年 | ウィンブルドン | ザビーネ・リシキ | 6-1, 6-4 |

## 4大大会シングルス成績
略語の説明
| W | F | SF | QF | #R | RR | Q# | LQ | A | Z# | PO | G | S | B | NMS | P | NH |

W=優勝, F=準優勝, SF=ベスト4, QF=ベスト8, #R=#回戦敗退, RR=ラウンドロビン敗退, Q#=予選#回戦敗退, LQ=予選敗退, A=大会不参加, Z#=デビスカップ/BJKカップ地域ゾーン, PO=デビスカップ/BJKカッププレーオフ, G=オリンピック金メダル, S=オリンピック銀メダル, B=オリンピック銅メダル, NMS=マスターズシリーズから降格, P=開催延期, NH=開催なし.
| 大会           | 2001 | 2002 | 2003 | 2004 | 2005 | 2006 | 2007 | 2008 | 2009 | 2010 | 2011 | 2012 | 2013 | 通算成績 |
| -------------- | ---- | ---- | ---- | ---- | ---- | ---- | ---- | ---- | ---- | ---- | ---- | ---- | ---- | -------- |
| 全豪オープン   | A    | 1R   | 1R   | 2R   | 2R   | 2R   | 2R   | 1R   | QF   | 3R   | 2R   | 3R   | 3R   | 15–12    |
| 全仏オープン   | 1R   | 1R   | 2R   | 1R   | 1R   | 2R   | 4R   | 1R   | 2R   | 3R   | SF   | 2R   | 3R   | 16–13    |
| ウィンブルドン | A    | A    | 1R   | 3R   | 2R   | 2R   | F    | 3R   | 3R   | 4R   | QF   | 2R   | W    | 28–10    |
| 全米オープン   | A    | 3R   | 1R   | 2R   | 3R   | 3R   | 4R   | 4R   | 2R   | 2R   | 2R   | QF   | A    | 20–11    |

※: 2010年ウィンブルドン2回戦の不戦勝は通算成績に含まない